# Mausnasenbeutler
Die Mausnasenbeutler (Microperoryctes) bilden eine Gattung der Gruppe der Neuguinea-Nasenbeutler (Peroryctinae). Es handelt sich um Regenwaldbewohner aus Neuguinea, über die sehr wenig bekannt ist.
Zu den gemeinsamen Merkmalen der Mausnasenbeutler zählen die relativ geringe Größe, die spitze Schnauze, die kleinen Ohren und ein langes, weiches Fell. Diese Tiere bewohnen den Boden der Regenwälder Neuguineas in Höhen von bis zu 4500 Meter. Über ihre Lebensweise ist kaum etwas bekannt: sie dürften Allesfresser sein, die sich von Früchten und Kleintieren ernähren, sie dürften einzelgängerisch leben und als Ruheplätze Nester im Wurzelbereich der Bäume anlegen. Weibchen mit einem bis drei Jungtieren wurden nahezu das ganze Jahr über gefunden, was die einzigen Hinweise auf die Fortpflanzung sind.
Auch über die Populationsgröße oder den Gefährdungsgrad liegen zu den meisten Arten keine Angaben vor.
Der wissenschaftliche Gattungsname ist aus dem altgriechischen Wort mikros (winzig) und dem Gattungsnamen der Großen Neuguinea-Nasenbeutler (Peroryctes) zusammengesetzt.

## Die Arten
- Der Arfak-Mausnasenbeutler (Microperoryctes aplini) wurde erst 2004 als eigene Art beschrieben. Mit 14 bis 16 Zentimetern ist er noch etwas kleiner als der Weyland-Mausnasenbeutler, von dem er sich durch einen schwarzen Rückenstreifen und eine weiße Schwanzspitze unterscheidet. Tiere dieser Art wurden auf der Vogelkop-Halbinsel im äußersten Westen Neuguineas gefunden.

- Der Langschwanz-Mausnasenbeutler (Microperoryctes longicauda) ist mit einer Kopfrumpflänge von 25 bis 29 Zentimetern und einem Gewicht von bis zu 670 Gramm der größte Vertreter seiner Gattung. Sein Fell ist rötlichbraun oder hellbraun gefärbt, manche Tiere haben entlang des Rückens, an den Flanken oder über den Augen schwarze Streifen. Er kommt in Höhen von bis zu 4000 Metern im Zentralgebirge Neuguineas vor.

- Der Weyland-Mausnasenbeutler (Microperoryctes murina) erreicht eine Kopfrumpflänge von 15 bis 17 Zentimetern und eine Schwanzlänge von rund 11 Zentimetern. Bislang wurden nur drei Exemplare im Weyland-Gebirge im westlichen Neuguinea gefunden. Ihr Fell ist meist einheitlich grau gefärbt, möglicherweise lebt die Art teilweise grabend unter der Erde.

- Microperoryctes ornata gilt nach Auffassung einiger Autoren als Unterart des Langschwanz-Mausnasenbeutlers,[2] während andere Autoren sie als eigenständige Art betrachten,[3][4] die Unterschiede liegen vor allem in den ausgeprägten Streifen auf den Körperseiten.

- Der Mura-Mausnasenbeutler (Microperoryctes papuensis) ist mit 18 bis 20 Zentimetern Kopfrumpflänge und bis zu 180 Gramm Gewicht etwas größer. Das Fell dieser Art ist dunkelgrau gefärbt, am Rücken und im Gesicht haben sie auffällige schwarze Streifen. Tiere dieser Art wurden in Höhen von 1200 bis 2600 Metern im südöstlichen Neuguinea gefunden.